# إيدا ليونغكفيست
إيدا ليونغكفيست (بالإنجليزية: Ida Ljungqvist) هي عارضة سويدية- تنزانية ولدت في 27 سبتمبر 1981، تم اختيارها بلاي بوي بلاي ميت لشهر مارس 2008 وبلاي ميت لعام 2009 وهي أول شخص ولد في أفريقيا يتم اخياره كبلاي ميت.

## وصلات خارجية
- إيدا ليونغكفيست على موقع IMDb (الإنجليزية)
- إيدا ليونغكفيست على موقع قاعدة بيانات الفيلم (الإنجليزية)